# Московские правила
«Московские правила» — набор эмпирических правил, сформулированный во время холодной войны сотрудниками западных разведок и дипломатических миссий, работавших в Москве.
Правила носят название московских из-за общепринятой в среде западных спецслужб репутации Москвы как наиболее трудного места для нелегальной разведывательной работы. Существует несколько вариантов перечня правил, вполне возможно, что у них нет единого письменного источника.

## Правила
Оперативник ЦРУ Тони Мендес писал:
Хотя никто специально не составлял их, но эти правила были общепринятой базой для проведения операций в самом трудном из оперативных окружений: советской столице. Когда агенты оказывались в Москве, они уже знали правила наизусть. Правила были очень просты и полны здравого смысла.
В Международном музее шпионажа в Вашингтоне есть экспонат «Московские правила», представляющий собой металлическую пластину с выгравированным текстом:
1. Не опирайтесь на то, что не проверили.
2. Не действуйте вопреки интуиции.
3. Потенциально под контролем противника может оказаться кто угодно.
4. Не оглядывайтесь; рядом всегда кто-то будет.
5. Двигайтесь с потоком, сливайтесь с ним.
6. Действуйте разнообразно, не отклоняясь от легенды.
7. Внушайте остальным чувство самоуспокоения.
8. Никогда не унижайте и не оскорбляйте противника.
9. Выбирайте время и место для действий.
10. Оставляйте варианты открытыми.

## В художественной литературе
К основному списку в публикациях в медиа и интернете часто добавляются другие правила, в том числе:
- Мерфи был прав (то есть «Всё, что может пойти не так, пойдёт не так в самый неподходящий момент»).
- Отменить можно всё. Если чувствуете, что что-то идёт не так, так оно и есть.
- Выдерживайте естественный темп.
- Копите преимущества, но используйте их умеренно.
- Парите как бабочка, жальте как пчела (взято у Мухаммеда Али).
- Человек может осознать любую правду.
- Техника обязательно откажет.
- Один раз это случайность. Два раза может быть совпадением. Три раза - это действия противника (из книги Яна Флеминга Голдфингер).
- Не привлекайте внимания, даже излишней осторожностью.

Отсылки к Московским правилам есть в книгах Джона ле Карре о Холодной войне, в том числе в Tinker, Tailor, Soldier, Spy и Smiley's People

## Комментарии
1. ↑  Список «правил» на языке оригинала:
1. Assume nothing.
2. Never go against your gut.
3. Everyone is potentially under opposition control.
4. Do not look back; you are never completely alone.
5. Go with the flow, blend in.
6. Vary your pattern and stay within your cover.
7. Lull them into a sense of complacency.
8. Do not harass the opposition.
9. Pick the time and place for action.
10. Keep your options open.